# Roelof Johannes van Beekhoff
Roelof Johannes van Beekhoff (Eck en Wiel, 21 augustus 1908 – 15 maart 1975) was een Nederlands burgemeester.
Hij werd geboren als zoon van Diederik van Beekhoff (1878-1964; landbouwer) en Geertrui Janna van Westrhenen (1885-1970). Hij is afgestudeerd in de rechten aan de Rijksuniversiteit Utrecht en was ambtenaar ter secretarie in Echteld voor hij in oktober 1939 benoemd werd tot burgemeester van Zoelen. Daarnaast was hij onder andere dijkgraaf van het polderdisctrict Neder-Betuwe. Vanwege gezondheidsproblemen werd hem in december 1971 als burgemeester ontslag verleend en begin 1975 overleed hij op 66-jarige leeftijd. Hij was getrouwd met Geerda Johanna van Selms (1913-1998).